# Kathedrale von Koper

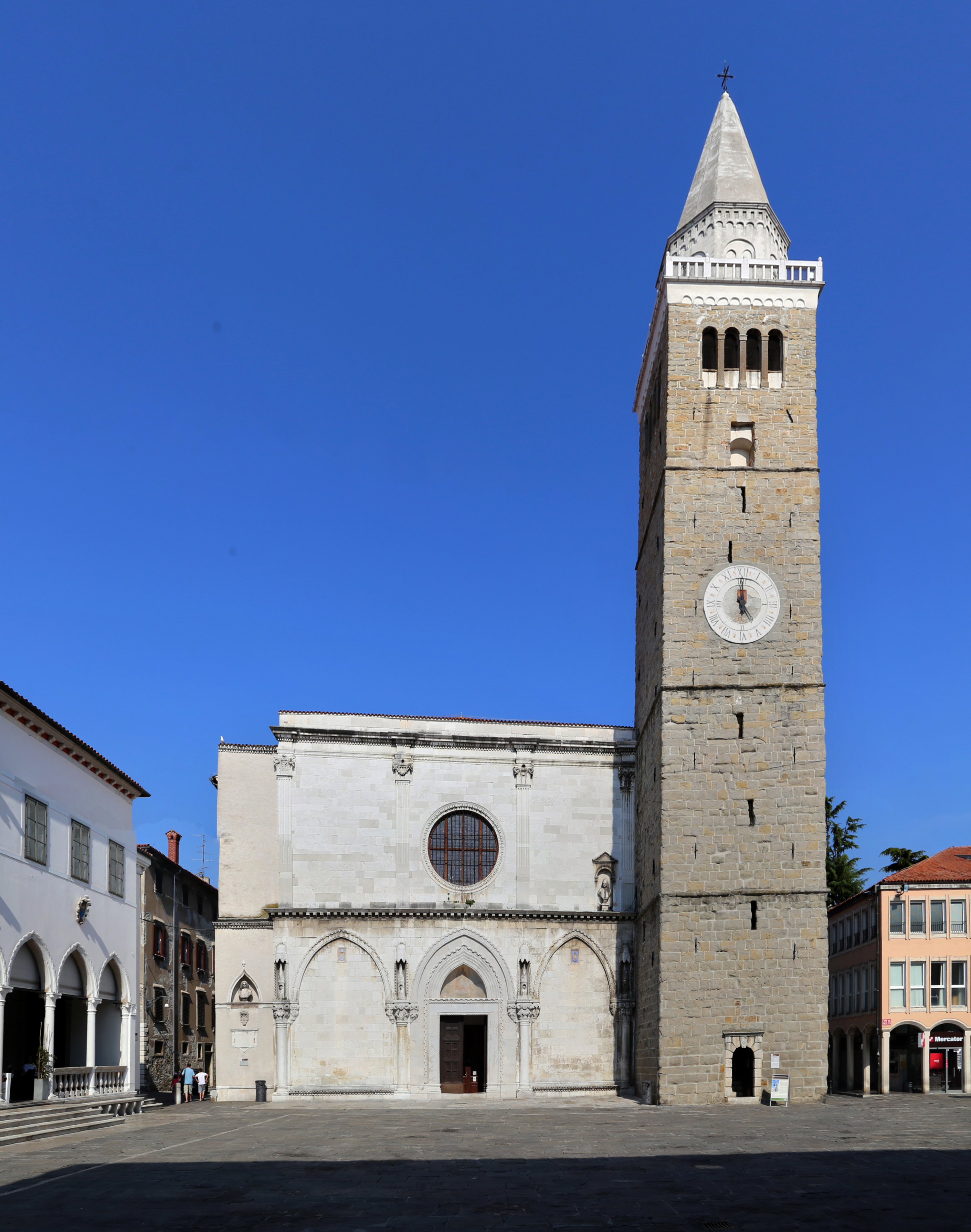
Kathedrale von Koper; Außenansicht Westfassade und Turm.

Die Kathedrale der Himmelfahrt der Jungfrau Maria in der Altstadt der slowenischen Stadt Koper ist die Bischofskirche des römisch-katholischen Bistums Koper.

## Geschichte
Die Kirche wurde in der zweiten Hälfte des 12. Jahrhunderts erbaut und zeigt sich in romanischem Stil. Jedes der drei Kirchenschiffe endet mit einer Apsis. Bereits kurz darauf erfolgende Erweiterungen zogen sich bis 1392 hin, was auch zu einem Stilwechsel führte: die Westfassade zeigt sich deutlich gotisch. In Folge eines Erdbebens im Jahr 1460 wurde die Fassade bis 1488 umgestaltet. Besonders am Portal finden sich Renaissance-Elemente. 

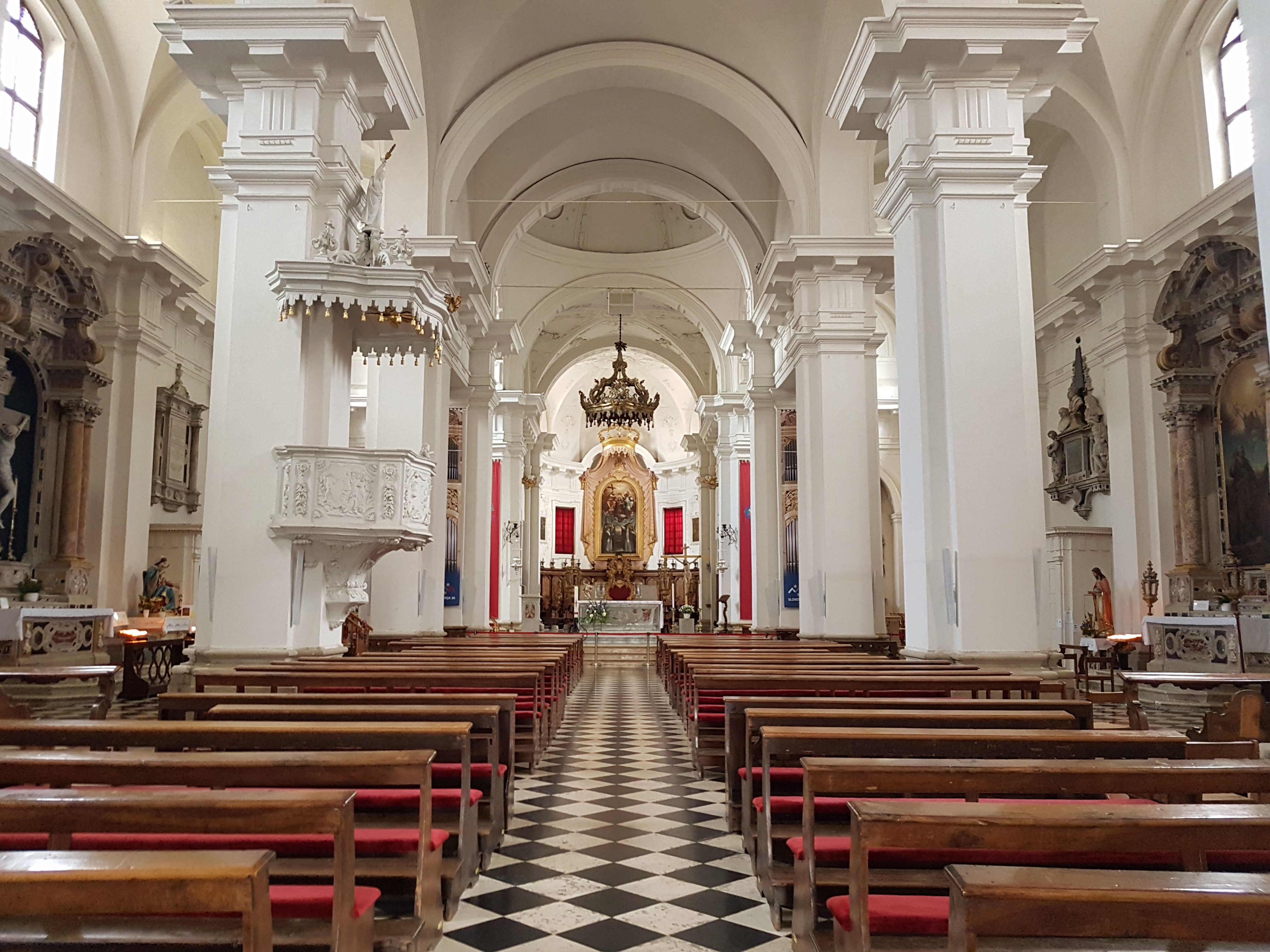
Innenraum.

Anfang des 18. Jahrhunderts stand Koper unter venezianischem Einfluss, was zu einer Umgestaltung im Stil des Barock führte. Für die Umgestaltung zeichnete Giorgio Massari verantwortlich. Zusätzliche Ausstattungsgegenstände wurden in die Kirche gebracht, darunter auch wertvolle Gemälde der venezianischen Maler Pietro Liberi, Andrea Celesti, Beltrame, Antonio Zanchi und Gianelli sowie von Bendetto und Vittore Carpaccio. Das bedeutendste Gemälde, die „Sacra Conversazione“ von Vittore Carpaccio, stammt aus dem Jahre 1516. Der Sarkophag des heiligen Nazarius stammt aus dem 14. Jahrhundert und wurde vermutlich von Filippo de Sanctis geschaffen.

## Turm
Der viergeschossige Kirchturm ist 54 Meter hoch und orientiert sich am italienischen Campanile. Er wurde zwischen 1418 und 1480 erbaut und erhielt 1664 sein heutiges Erscheinungsbild. In 43 Metern höhe befindet sich eine Aussichtsplattform mit einem beeindruckenden Ausblick über die Stadt und die gesamte Triester Bucht. Im Glockengeschoss, welches zugänglich ist, hängen heute sieben Glocken: Vier zählen das Hauptgeläute, zwei sind für den Uhrschlag zuständig und die siebte Glocke erklingt zu den Betzeiten um 12 Uhr mittags. Jene Glocke wurde im Jahre 1333 gegossen und ist eine der ältesten, funktionsfähigen Glocken Sloweniens.

## Orgel

### Neue Orgel

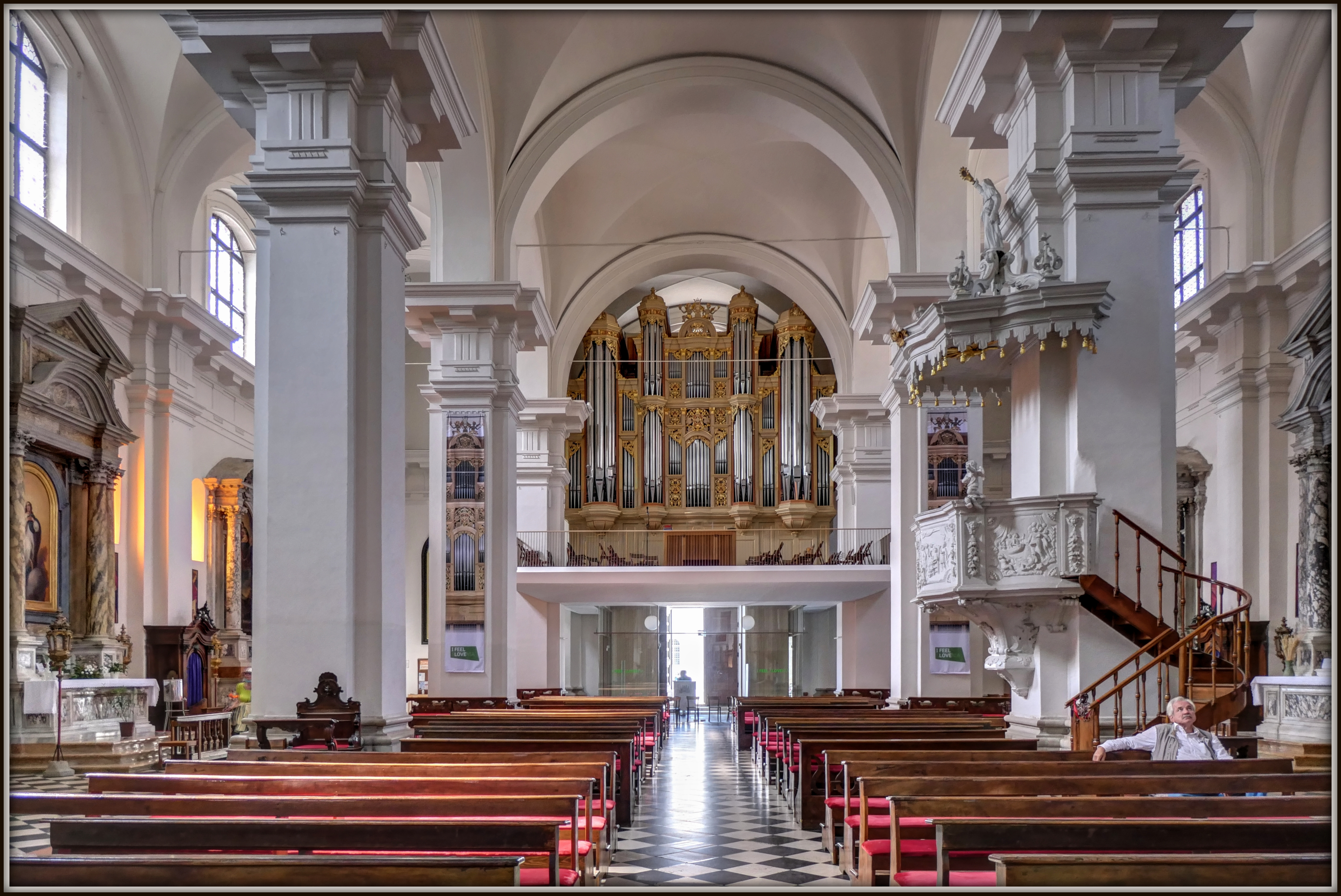
Die neue Orgel.

Die heutige Orgel der Kathedrale von Koper wurde 1987/88 durch die Orgelbauer Kleuker und Steinmeyer ursprünglich für die Tonhalle in Zürich als Konzertsaalorgel erbaut. Nachdem man sich 2017 im Rahmen der Restauration der Konzertsäle in der Tonhalle für einen Orgelneubau entschied, wurde das Instrument an die Kathedrale in Koper abgegeben und transloziert. Am 6. November 2021 konnte das Instrument eingeweiht werden. Die Orgel ist mit 68 Registern verteilt auf vier Manualwerken und Pedal und ca. 5300 Pfeifen die größte Kirchenorgel Sloweniens und besticht durch ihre unglaubliche Farbenvielfalt. Dahinter steckt ein Konzept des Pariser Orgelvirtuosen und Komponisten Jean Guillou, der die Orgel schon bei ihrer Erstellung in der Tonhalle disponierte. Den Aufbau in der Kathedrale übernahm die Orglarska delavnica Maribor. Die Orgel besitzt heute eine rein elektrische Traktur, sowie ein Setzersystem mit 1000 Kombinationsmöglichkeiten.
| I. Positiv C–c4   |        |
| Pommer            | 16′    |
| Principal         | 08′    |
| Rohrflöte         | 08′    |
| Spitzoktave       | 04′    |
| Koppelflöte       | 04′    |
| Nasard            | 02 ⁄3′ |
| Superoctave       | 02′    |
| Larigot           | 01 ⁄3′ |
| Sesquialtera II 0 | 02 ⁄3′ |
| Cymbale III       | 01′    |
| Ranquette         | 16′    |
| Trompette         | 08′    |
| Cromorne          | 08′    |
| Trémolo           |        |

| II. Hauptwerk C–c4 |         |
| Montre             | 16′     |
| Montre             | 08′     |
| Flûte majeure      | 08′     |
| Octava             | 04′     |
| Doppelflöte        | 04′     |
| Tierce             | 03 1⁄5′ |
| Doublette          | 02′     |
| Cornet II–V 0      | 02 ⁄3′  |
| Große Mixture IV   | 02 ⁄3′  |
| Plein Jeu V        | 02′     |
| Bombarde           | 16′     |
| Trompette          | 08′     |
| Clairon            | 04′     |
| Trémolo            |         |

| III. Schwellwerk C–c4     |        |
| Holzprincipal             | 08′    |
| Cor de Nuit               | 08′    |
| Gambe                     | 08′    |
| Voix-Céleste              | 08′    |
| Flûte harmonique          | 08′    |
| Flûte octaviante          | 04′    |
| Viole                     | 04′    |
| Blockflöte                | 02′    |
| Cornett V                 | 08′    |
| Plein Jeu harm. III–VII 0 | 02 ⁄3′ |
| Bombarde                  | 16′    |
| Trompette                 | 08′    |
| Voix Humaine              | 08′    |
| Hautbois                  | 08′    |
| Clairon                   | 04′    |
| Trémolo                   |        |

| IV. Grand Choeur C–c4 |         |
| Violoncelle           | 16′     |
| Diapason              | 08′     |
| Flûte harmonique      | 08′     |
| Flûte octaviante      | 04′     |
| Nasard harm.          | 02 ⁄3′  |
| Octavin               | 02′     |
| Tierce harm.          | 01 3⁄5′ |
| Piccolo               | 01′     |
| Rauschpfeife V        | 05 1⁄3′ |
| Aliquot III           | 03 1⁄5′ |
| Bombarde-Chamade 0    | 16′     |
| Trompette-Chamade     | 08′     |
| Hautbois-Chamade      | 08′     |
| Trémolo               |         |

| Pédale C–g1       |         |
| Principal-Flûte   | 32′     |
| Principal         | 16′     |
| Flûte             | 16′     |
| Soubasse          | 16′     |
| Grosse Quinte     | 10 2⁄3′ |
| Flûte             | 08′     |
| Théorbe III       | 06 2⁄5′ |
| Flûte             | 04′     |
| Nachthorn         | 02′     |
| Rauschpfeife IV 0 | 05 1⁄3′ |
| Basson            | 32′     |
| Bombarde          | 16′     |
| Fagott            | 16′     |
| Trompette         | 08′     |
| Clairon           | 04′     |

- Koppeln: I/II (auch als Suboktavkoppel), III/I, III/II (auch als Sub- und Superoktavkoppel), IV/I, IV/II, IV/III, I/P, II/P, III/P, IV/P.
- Schwelltritt III, Crescendowalze (cresc. an/ab)
- Setzeranlage mit 1000 Kombinationen
- Fußpistons für: Koppeln, Setzer, Anches, Tutti

### Alte Orgel

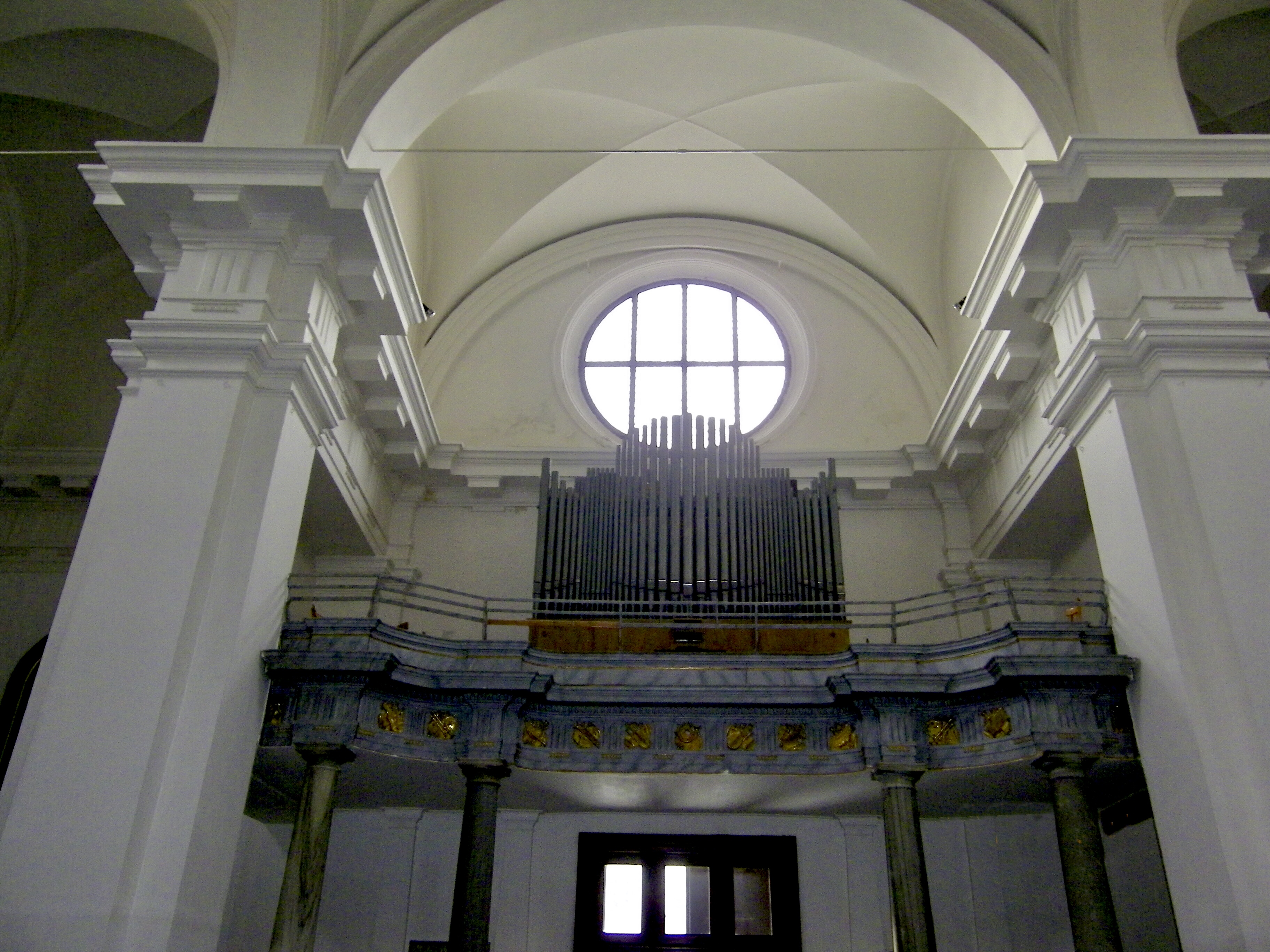
Alte Orgel.

Bis 2021 befand sich in der Kathedrale von Koper eine Orgel, welche 1773 von Gaetano Callido im italienischen Barockstil errichtet wurde. Sie besaß folgende Disposition:
| Manual |                    |       |
|        | Principale Bassi   | 8′    |
|        | Principale Soprani | 8′    |
|        | Quintadena Bassi   | 8'    |
|        | Quintadena Soprani | 8'    |
|        | Concerto viole     | 8'    |
|        | Voce umana Soprani | 8′    |
|        | Ottava Bassi       | 4′    |
|        | Ottava Soprani     | 4′    |
|        | Flauto in VIII     | 4'    |
|        | Quintadecima       | 2′    |
|        | Decimanona         | 1 ⁄3′ |
|        | Vigesimasesta      | 1′    |

| Pedal |              |     |
|       | Contrabassi  | 8′  |
|       | Tromba reale | 16′ |

Die Spiel- und Registertrakturen sind mechanisch.